# Magdalena Ansue
Magdalena Ansue Nguema (ur. 21 kwietnia 1974) – lekkoatletka z Gwinei Równikowej, specjalizująca się w biegu na 100 metrów, olimpijka.
Jej pierwszą, dużą, międzynarodową imprezą były w 1992 r., letnie igrzyska olimpijskie w hiszpańskiej Barcelonie. Ansue wzięła udział w jednej konkurencji: biegu na 100 metrów. Wystartowała w 7. biegu eliminacyjnym, gdzie jako jedyna została zdyskwalifikowana, przez co nie zdołała awansować do kolejnej fazy zawodów. W 1995 r., wzięła udział w mistrzostwach świata w szwedzkim Göteborgu. W swojej koronnej konkurencji, biegu na 100 metrów, w 1. biegu eliminacyjnym zajęła ostatnią 7. pozycję, z 2. najgorszym czasem eliminacji - 13,62. W łącznym rozrachunku została sklasyfikowana na przedostatnim miejscu, co nie dało jej prawa startu w kolejnej fazie zawodów. 

## Osiągnięcia
| Rok  | Impreza              | Miejsce   | Konkurencja        | Lokata     | Wynik |
| ---- | -------------------- | --------- | ------------------ | ---------- | ----- |
| 1992 | Igrzyska olimpijskie | Barcelona | bieg na 100 metrów | –          | DSQ   |
| 1995 | Mistrzostwa świata   | Göteborg  | bieg na 100 metrów | eliminacje | 13,62 |

## Rekordy życiowe
- bieg na 100 metrów – 12,8 (1995).